# Diego Palacios
Diego José Palacios Espinoza (Guaiaquil, 12 de julho de 1999) é um futebolista equatoriano que atua como lateral-esquerdo. Atualmente joga no Karpaty, emprestado pelo Corinthians.

## Carreira

### Inicio

#### CS Norte América e Aucas
Nascido em Guaiaquil, começou sua jornada pelas divisões de base do C.S. Norte América em sua cidade natal, na segunda divisão local, antes de assinar com o SD Aucas, em 2016. Ajudou o Aucas a subir a primeira divisão do Campeonato Equatoriano em 2017. Fez sua estreia profissional na primeira divisão em 18 de fevereiro de 2018, no Apertura. Se despediu do clube equatoriano em julho de 2018.

### Willem II
Em julho de 2018, foi emprestado por uma temporada para o Willem II. Fez a sua estreia com a camisa do Willem II em amistoso de preparação contra o Aris FC. Fez a sua estreia na Eredivisie em 11 de agosto de 2018, jogando os 90 minutos contra o VVV-Venlo.

### Los Angeles FC
Em 12 de agosto de 2019, assinou contrato com o Los Angeles FC. Fez a sua estreia pelo LAFC em 29 de setembro de 2019, no empate por 1-1 contra o Minnesota United, pela MLS. Marcou seu primeiro gol pelo clube estadunidense em 26 de junho de 2022, na vitória por 2-0 contra o New York Red Bulls, pela MLS. Em 5 de novembro de 2022, foi campeão da MLS Cup. Em 4 de janeiro de 2024, o clube estadunidense se despediu do atleta.

### Corinthians

#### 2024
Em 2 de janeiro, foi anunciado pelo Corinthians. Em 10 de janeiro, foi apresentado no CT Joaquim Grava. O Corinthians adquiriu 100% do jogador que chegou sem custos e assinou um contrato até 2027. Fez a sua estreia com a camisa do Corinthians em 27 de janeiro, na derrota por 1-0 para o São Bernardo, no Estádio 1º de Maio, pelo Campeonato Paulista 2024. Em 2 de fevereiro, teve relatada uma lesão meniscal aguda isolada no joelho esquerdo, e o jogador terá que passar por uma artroscopia no dia 3 de fevereiro. A expectativa de recuperação foi de três a quatro semanas. Em 6 de maio, o atleta completou 100 dias no departamento médico sem previsão de retorno aos gramados. No dia seguinte (07), o clube paulista explicou que o motivo da demora do retorno é porque o jogador equatoriano estava fazendo uma reabilitação devido a uma lesão crônica de cartilagem no joelho esquerdo. Em 10 de junho de, aparentemente recuperado, voltou a ser relacionado para uma partida.
O jogador, no entanto, não foi utlizado e também, logo em seguida, não foi relacionado para o jogo seguinte. O técnico António Oliveira explicou que o o motivo era porque o atleta não estava consistente em seus treinamentos junto ao restante do elenco. Em 19 de junho, após sentir novas dores, foi submetido a uma nova cirurgia para reparação de cartilagem no joelho. O prazo de recuperação não foi definido pelo departamento médico do clube. A tendência é que o atleta volte a ficar à disposição no fim do ano. Em 13 de setembro, o jogador voltou aos gramados do CT para realizar trabalhos especificos com a equipe de fisioterapia. Mesmo estando longe da transição, a evolução de recuperação foi considerada positiva dentro do cronograma estipulado pelo departamento médico do clube. Em 28 de novembro, voltou a treinar junto com o elenco. Em 10 de dezembro, seu processo de recuperação foi concluído, com o jogador estando apto para começar a pré-temporada normalmente em 2025. No final da temporada, para acelerar a sua recuperação, o jogador abriu mão das férias e seguiu em treinamento junto com jovens jogadores e membros da comissão técnica da base.

#### 2025
Em janeiro de 2025, foi relacionado para uma partida pela primeira vez após a lesão no joelho, o atleta ficou no banco de reservas durante a vitória por 2-1 contra o Red Bull Bragantino, no Nabi Abi Chedid, pelo Campeonato Paulista 2025. Em 22 de janeiro, quase um ano depois de sofrer uma lesão no menisco do joelho, o atleta voltou a entrar em campo, mais precisamente durante a vitória por 2-1 contra o Água Santa, na Neo Química Arena, pelo Campeonato Paulista 2025. O jogador entrou no segundo tempo. Depois da partida contra o Noroeste, o atleta deixou de ser relacionado, gerando uma especulação de ter cometido um ato de disciplina. O auxiliar Emiliano Diaz esclareceu o fato, dizendo que o ala está muito abaixo de Hugo e Matheus Bidu em questão física. Em 27 de março, fez parte do elenco campeão do Campeonato Paulista 2025 após o empate contra o Palmeiras por 0x0, porém o jogo de ida o Corinthians venceu por 1-0.

### Karpaty
Em 10 de agosto de 2025, foi emprestado para o Karpaty até o meio de 2026.

## Seleção equatoriana

### Sub-20
Em 10 de fevereiro de 2019, foi campeão do Campeonato Sul-Americano Sub-20.

### Principal
Em outubro de 2018, estreou pela seleção equatoriana em amistoso contra a Seleção do Catar. Em 10 de junho de 2021, foi convocado para a Copa América 2021. Em novembro de 2022, Foi convocado para a Copa do Mundo FIFA 2022.

## Estatísticas

### Clubes
Abaixo estão listados todos os jogos, gols e assistências do futebolista por clubes.
| Clube             | Temporada         | Campeonato nacional | Campeonato nacional | Campeonato nacional | Copa nacional[a] | Copa nacional[a] | Copa nacional[a] | Competições continentais[b] | Competições continentais[b] | Competições continentais[b] | Outros torneios[c] | Outros torneios[c] | Outros torneios[c] | Total | Total | Total   |
| Clube             | Temporada         | Jogos               | Gols                | Assist.             | Jogos            | Gols             | Assist.          | Jogos                       | Gols                        | Assist.                     | Jogos              | Gols               | Assist.            | Jogos | Gols  | Assist. |
| ----------------- | ----------------- | ------------------- | ------------------- | ------------------- | ---------------- | ---------------- | ---------------- | --------------------------- | --------------------------- | --------------------------- | ------------------ | ------------------ | ------------------ | ----- | ----- | ------- |
| Aucas             | 2018              | 23                  | 1                   | 0                   | —                | —                | —                | —                           | —                           | —                           | —                  | —                  | —                  | 23    | 1     | 0       |
| Aucas             | Total             | 23                  | 1                   | 0                   | —                | —                | —                | —                           | —                           | —                           | —                  | —                  | —                  | 23    | 1     | 0       |
| Willem II         | 2018              | 27                  | 0                   | 3                   | 5                | 0                | 0                | —                           | —                           | —                           | —                  | —                  | —                  | 32    | 0     | 3       |
| Willem II         | Total             | 27                  | 0                   | 3                   | 5                | 0                | 0                | —                           | —                           | —                           | —                  | —                  | —                  | 32    | 0     | 3       |
| Los Angeles FC    | 2019              | —                   | —                   | —                   | —                | —                | —                | —                           | —                           | —                           | —                  | —                  | —                  | 2     | 0     | 0       |
| Los Angeles FC    | 2020              | 18                  | 0                   | 0                   | —                | —                | —                | 5                           | 0                           | 1                           | —                  | —                  | —                  | 23    | 0     | 1       |
| Los Angeles FC    | 2021              | 27                  | 0                   | 2                   | —                | —                | —                | —                           | —                           | —                           | —                  | —                  | —                  | 27    | 0     | 2       |
| Los Angeles FC    | 2022              | 31                  | 1                   | 0                   | 3                | 0                | 0                | —                           | —                           | —                           | —                  | —                  | —                  | 34    | 1     | 0       |
| Los Angeles FC    | 2023              | 34                  | 0                   | 3                   | 3                | 0                | 0                | 8                           | 0                           | 0                           | —                  | —                  | —                  | 45    | 0     | 3       |
| Los Angeles FC    | Total             | 110                 | 1                   | 5                   | 6                | 0                | 0                | 13                          | 0                           | 1                           | —                  | —                  | —                  | 131   | 1     | 6       |
| Corinthians       | 2024              | —                   | —                   | —                   | —                | —                | —                | —                           | —                           | —                           | 1                  | 0                  | 0                  | 1     | 0     | 0       |
| Corinthians       | 2025              | 0                   | 0                   | 0                   | 0                | 0                | 0                | 0                           | 0                           | 0                           | 3                  | 0                  | 0                  | 3     | 0     | 0       |
| Corinthians       | Total             | 0                   | 0                   | 0                   | 0                | 0                | 0                | 0                           | 0                           | 0                           | 4                  | 0                  | 0                  | 4     | 0     | 0       |
| Karpaty           | 2025              | 0                   | 0                   | 0                   | 0                | 0                | 0                | 0                           | 0                           | 0                           | 0                  | 0                  | 0                  | 0     | 0     | 0       |
| Karpaty           | Total             | 0                   | 0                   | 0                   | 0                | 0                | 0                | 0                           | 0                           | 0                           | 0                  | 0                  | 0                  | 0     | 0     | 0       |
| Total na carreira | Total na carreira | 160                 | 2                   | 0                   | 11               | 0                | 0                | 13                          | 0                           | 1                           | 4                  | 0                  | 0                  | 190   | 2     | 9       |

- a. ^ Jogos da Copa dos Países Baixos, Copa dos Estados Unidos e Copa do Brasil
- b. ^ Jogos da Copa das Ligas, Copa dos Campeões da CONCAF e Copa Sul-Americana
- c. ^ Jogos do Campeonato Paulista

## Títulos
Los Angeles FC
- Copa MLS: 2022[carece de fontes?]
- MLS Supporters' Shield: 2019 e 2022[carece de fontes?]

Corinthians
- Campeonato Paulista: 2025[carece de fontes?]

Seleção equatoriana sub-20
- Campeonato Sul-Americano Sub-20: 2019[carece de fontes?]

## Prêmios Individuais
- Equipe do Torneio do Campeonato Sul-Americano Juvenil: 2019[38]
- Melhor Jogador Jovem da Liga dos Campeões da CONCACAF: 2020[39]
- Seleção do torneio da Liga dos Campeões da CONCACAF: 2020,[40] 2023[41]
- All-Star da MLS: 2022[42]